# Wilhelm Adolf Schmidt
Wilhelm Adolf Schmidt, född 26 september 1812 i Berlin, död 10 april 1887 i Jena, var en  tysk historiker.
Schmidt blev 1840 privatdocent och 1845 extra ordinarie professor vid Berlins universitet. Han ägnade sig ursprungligen åt antikens historia; ur dessa studier framgick bland annat Geschichte der Denk- und Glaubensfreiheit im ersten Jahrhundert der Kaiserherrschaft und des Christenthums (1847), som emellertid också återspeglar den liberala ståndpunkt han intog i sin samtids politiska liv. 
Schmidts politiska och sociala intressen förde honom över till modern historia. I Preußens deutsche Politik (1851; tredje upplagan 1867; härtill en urkundspublikation med titeln "Geschichte der preußischen Unionsbestrebungen seit der Zeit Friedrichs des Großen", 1851) hävdade han sin uppfattning att Tysklands enande var möjligt endast genom Preussen. 
Schmidt blev professor i Zürich 1851 och utgav, med schweiziska diplomatiska depescher som material, Zeitgenössische Geschichten (1859), vars huvudparti behandlar Österrikes historia efter 1830. Arkivstudier i Paris utmynnade i arbeten om franska revolutionen, företrädesvis berörande dess inre historia: källpublikationerna "Tableaux de la revolution française publiés sur les papiers inédits du departement et de la police secrète de Paris" (tre band, 1867–1871) och den därpå vilande Pariser Zustände während der Revolutionszeit (tre band, 1874–76). 
År 1860 kallades Schmidt till professor i Jena. Samlingen Epochen und Katastrophen (1874) innehåller bland annat en avhandling om Filip II och don Carlos (han tar bestämt den senares parti) och en om Perikles och hans tid. Sin forskning i grekisk historia fullföljde han i Das perikleische Zeitalter (två band, 1877–79; i Perikles Aten såg Schmidt ett grekiskt Preussen) och Handbuch der griechischen Chronologie (1888). 
Som ledamot av Frankfurtparlamentet 1848 och av tyska riksdagen 1874–1876 spelade Schmidt inte någon framträdande roll.